# 北京市铁路第二中学

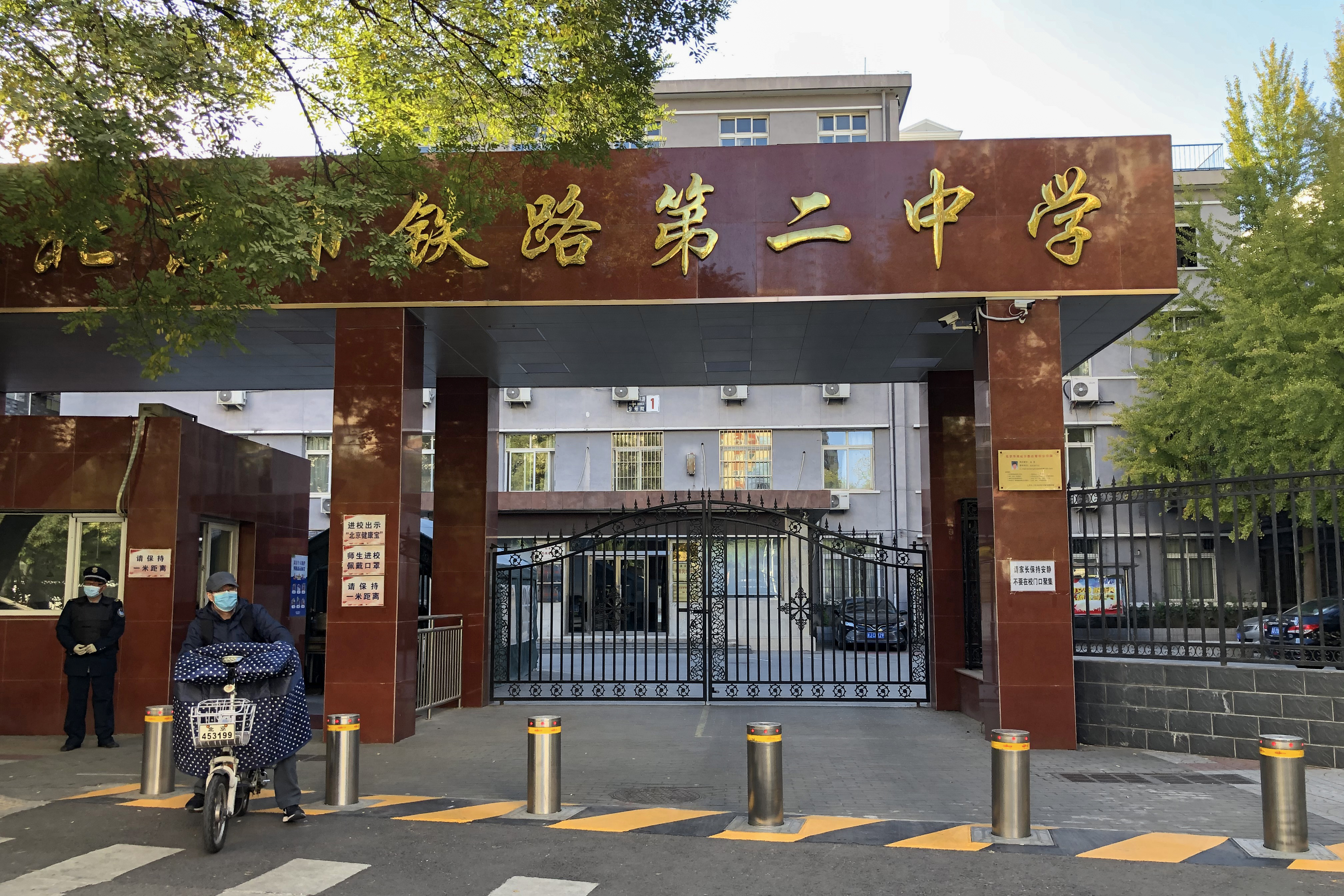
铁二中南校区，原铁三中校舍

北京市铁路第二中学简称北京铁路二中或北京铁二中，创建于1955年，位于北京市西城区月坛西街5号，是北京市示范性普通高中，并设有初中部。学校原是北京铁路系统唯一的一所重点中学，2004年由铁路划归西城区政府，2005年与42中合并，2007年与铁三中合并，系西城区原八所重点中学之一。

## 概况
北京铁二中位于北京市西城区月坛南街和月坛北街之间，占地30000平方米，总建筑面积31860平方米。现有教职员工300余人，其中高级教师92名，特级教师两名。现有初高中在校学生约1800人，并建有排球队、台球队、篮球队、乒乓球队等课外活动小组。学校女子排球队曾多次代表北京市中学生参加中日韩三国中学女子排球对抗赛。
学校先后荣获：北京市示范性高中校、北京市党建示范点、北京市中小学科技教育示范校、北京市排球传统校、北京市文明礼仪示范校、北京市交通安全先进单位、西城区全面实施素质教育优类学校、西城区示范高中联合体成员校、西城区初中建设工程先进学校、西城区科研先进单位、西城区心理教育示范校、西城区平安校园等称号。
按照西城区扩大优质教育资源的整体部署，学校于2020年成立小学部，2021年成立幼儿部。成为西城区重点打造的涵盖学前、小学、初中、高中学段的学校。

## 荣誉称号
- 北京市无烟校
- 北京市花园式学校
- 北京市绿色学校
- 北京市排球传统校
- 北京市心理教育实验校
- 北京市科技活动示范校
- 北京市电教优类校
- 北京市实验教学先进单位
- 教育部现代教育技术实验校
- 中央教育科研所中小学学习问题研究课题实验校

## 北京市其他铁路中学
- 铁一中：1953年在鲍家街成立时称北京铁路职工子弟中学，1955年因铁二中成立而更名为北京铁路职工子弟第一中学，1985年1月撤销普通中学建制并改为北京铁路师范学校[2]，2002年2月1日更名为北京铁路运输学校[3]，仍为中等专业学校，2004年撤销，其占地面积6735平方米的校园被用于中央音乐学院的扩建[4]。
- 铁三中：1962年10月10日在永定门站成立[2]，后迁至三里河东路，2004年5月移交西城区政府，2007年并入铁二中[5]。
- 铁四中：1963年在丰台西站成立[2]，位于丰西北里92号，2001年9月并入铁五中[6]。
- 铁五中：1971年在丰台镇正阳街成立，由丰台铁路职工子弟第一小学（丰台扶轮小学）改办[2]，2004年6月移交丰台区政府[7]，2007年并入丰台一中[8]，校址现为北京市第十二中学科丰校区[9]。
- 铁六中：1975年由北京铁路职工子弟第九小学（1962年在羊坊店成立）改办[2]，位于双贝子坟路1号[10]，2000年8月24日迁离原址并改为铁三中分部[11]，双贝子坟路1号后改建为羊坊店医院（2001年由原东华门铁路医院迁建）[12]。